# المنطقة الشرقية (محافظة القاهرة)
المنطقة الشرقية، أحد تقسيمات محافظة القاهرة، جمهورية مصر العربية. تضم المنطقة 9 أحياء.

## أحياء المنطقة
- حي السلام أول
- حي السلام ثان
- حي المرج
- حي المطرية
- حي عين شمس
- حي النزهة
- حي مصر الجديدة
- حي شرق مدينة نصر
- حي غرب مدينة نصر

## السكان
بلغ عدد سكان المنطقة 3,311,072 نسمة بحسب التعداد التقديري لسنة 2013.

## المساحة
تبلغ مساحة المنطقة الإجمالية 1,472.41 كم²، والمساحة المأهولة تساوي 88.87 كم².

## أهم معالم المنطقة

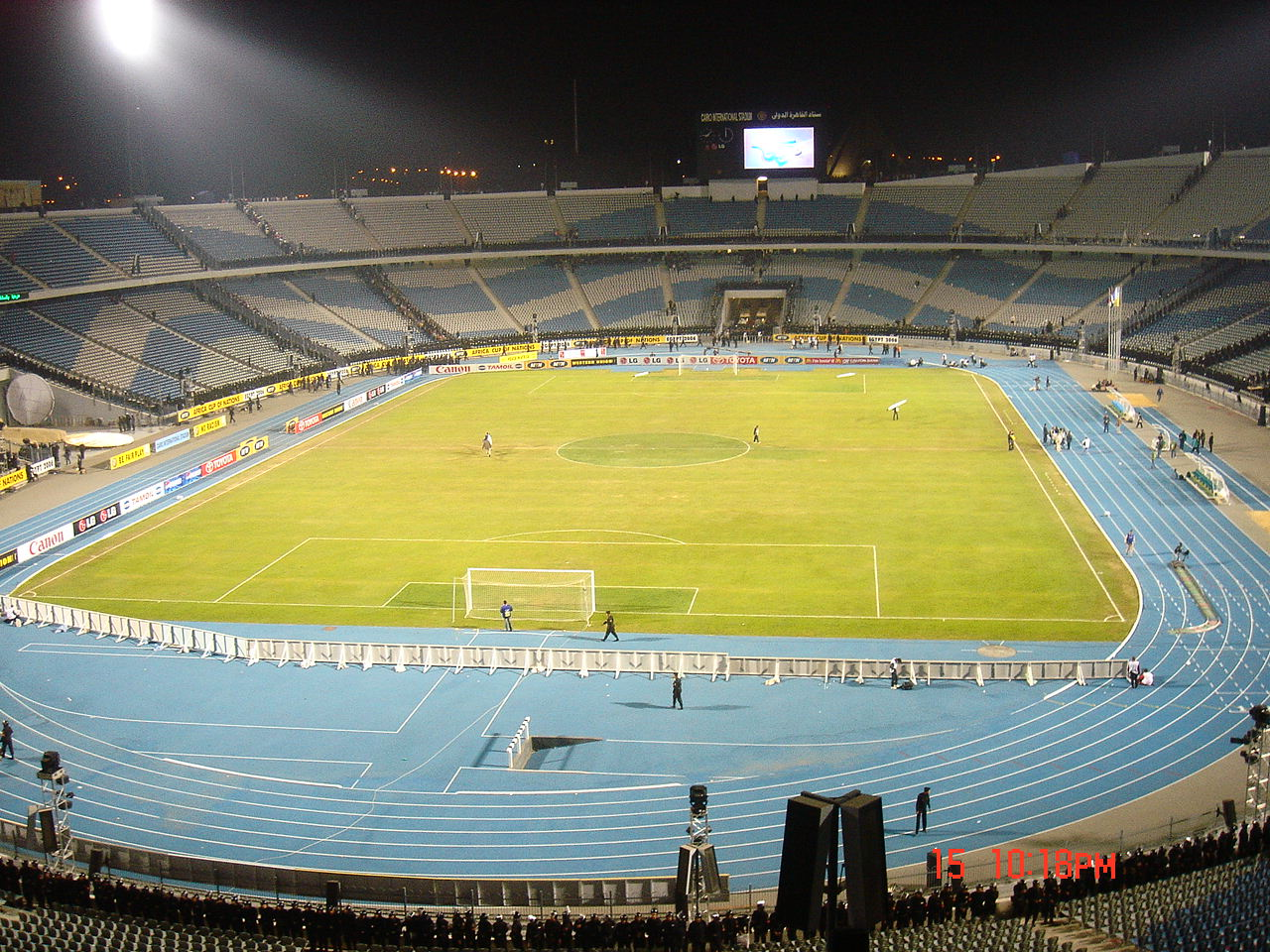
ستاد القاهرة الدولي
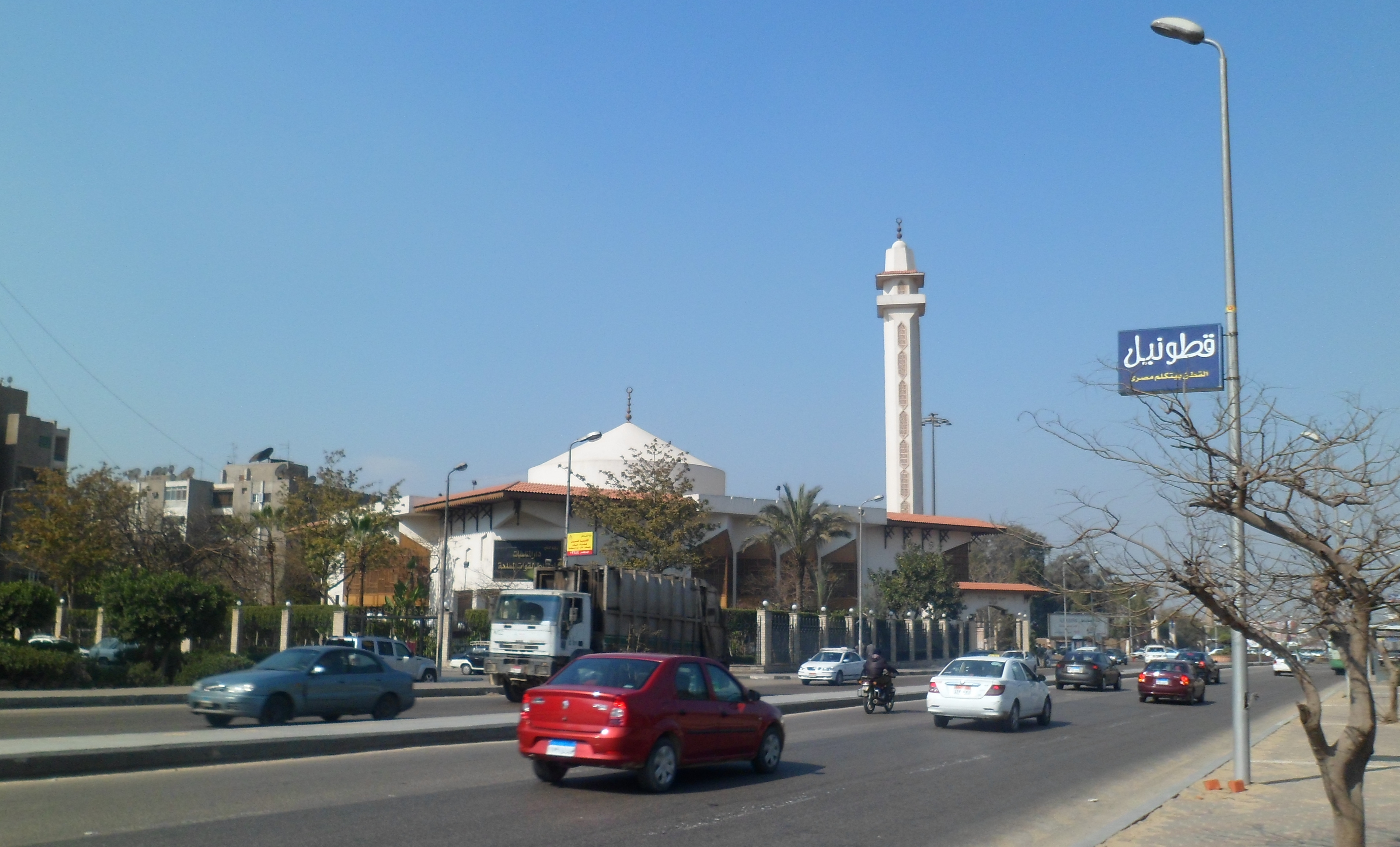
مسجد آل رشدان
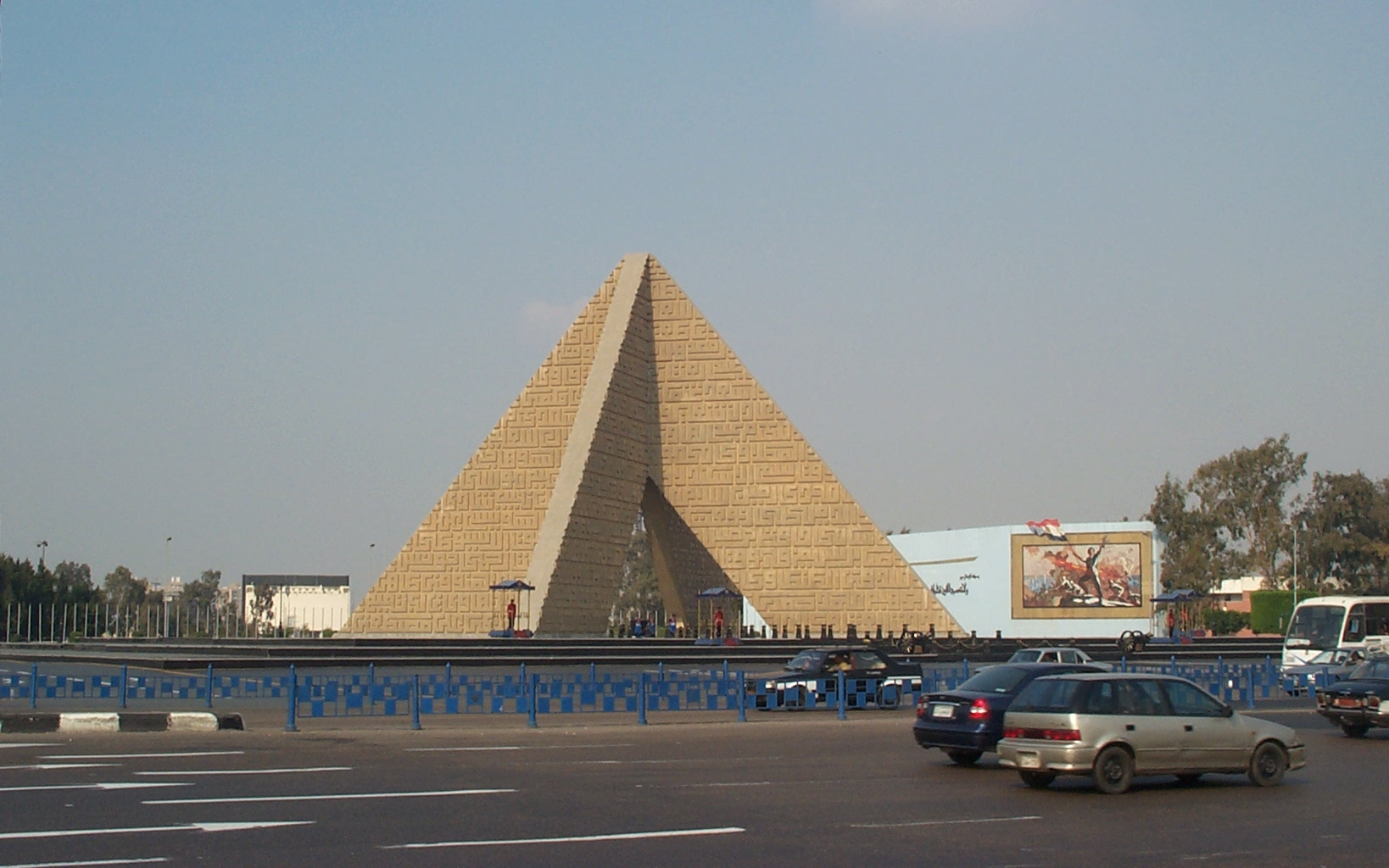
النصب التذكاري للجندي المجهول
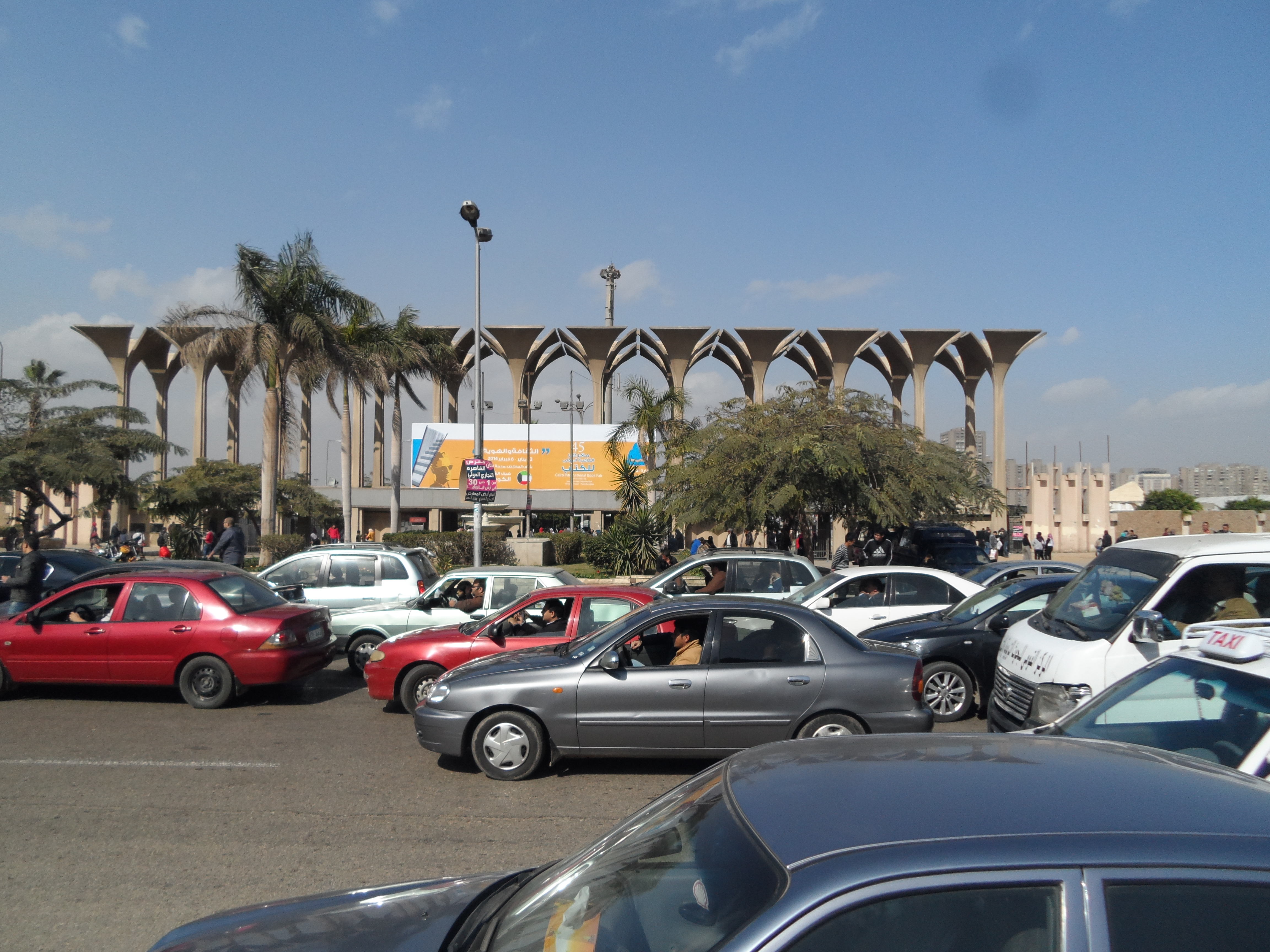
أرض المعارض
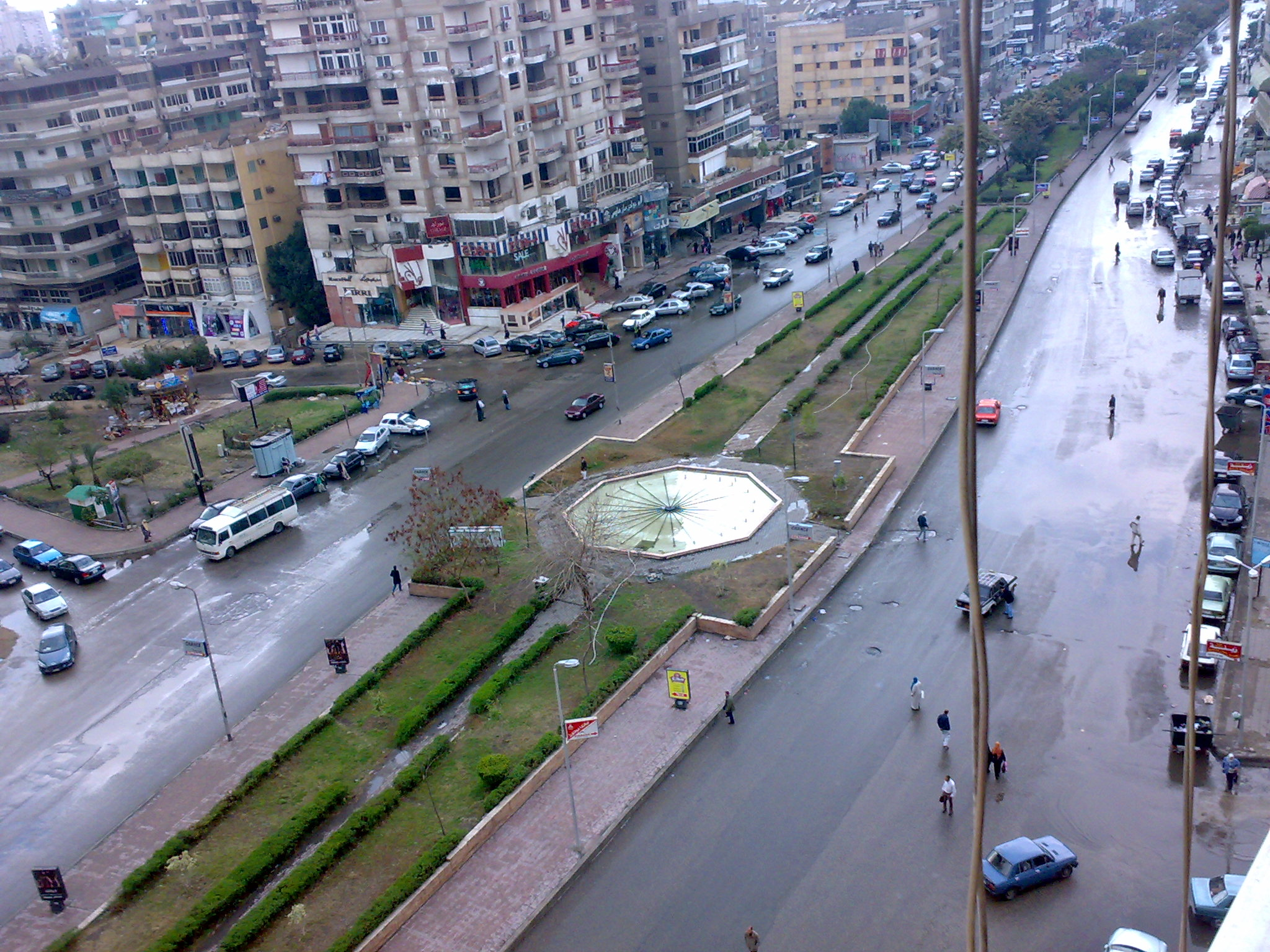
شارع عباس العقاد
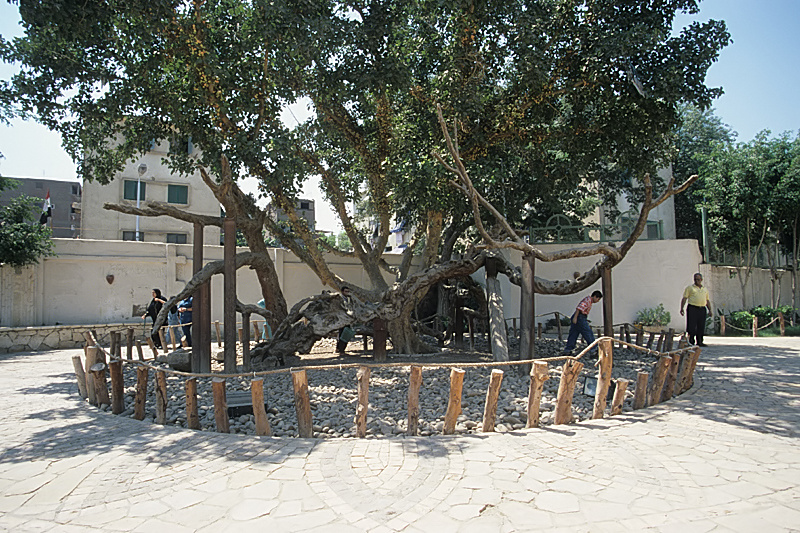
شجرة مريم
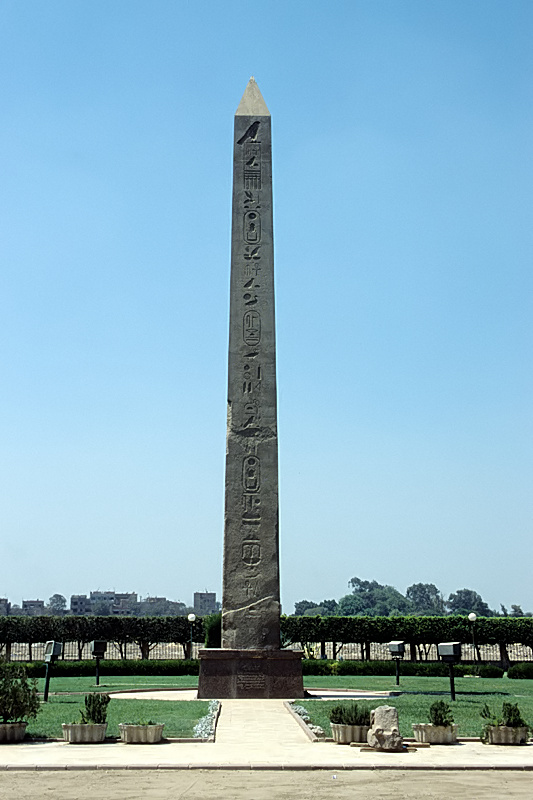
مسلة سيزوستريس
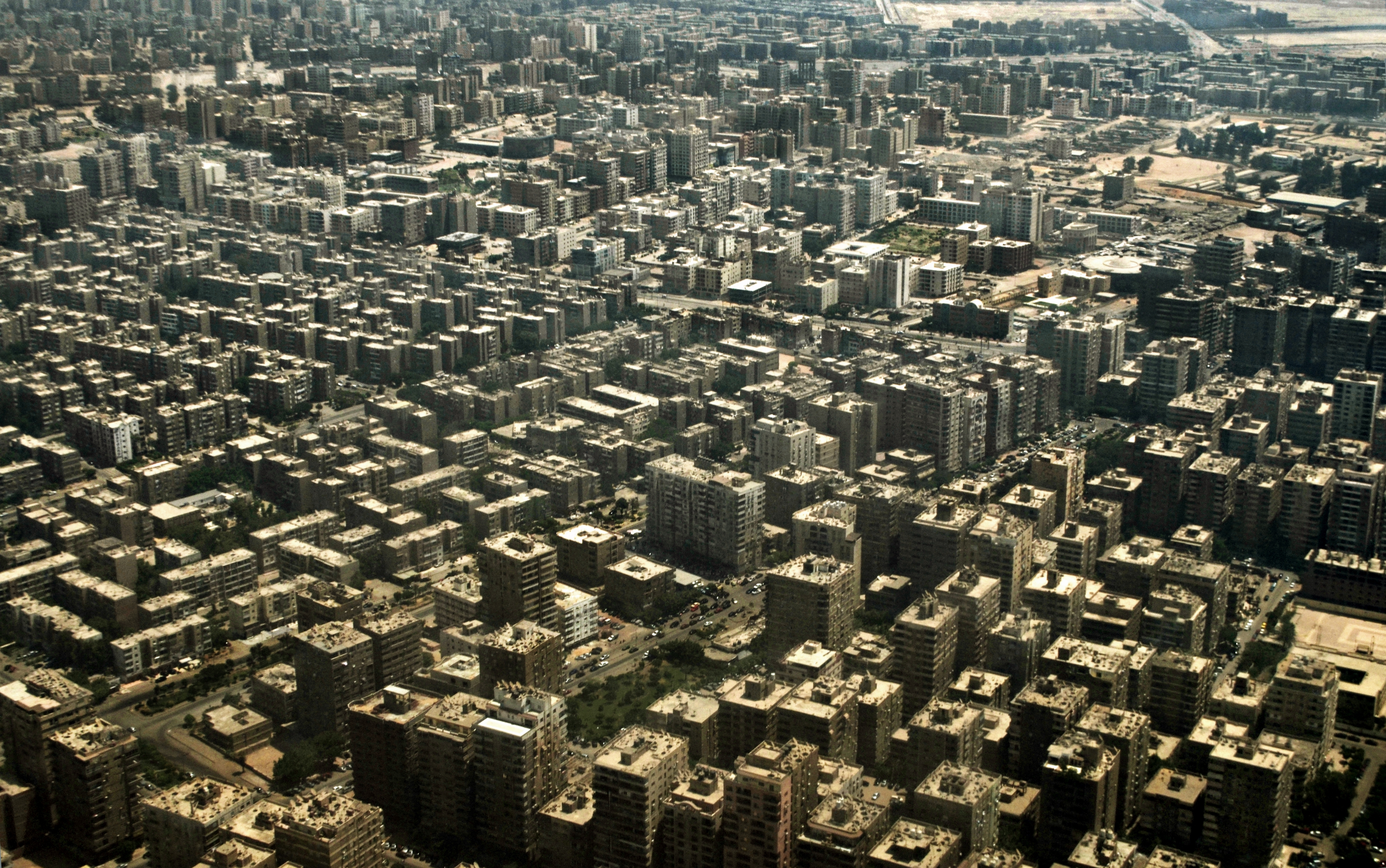
مصر الجديدة من الجو
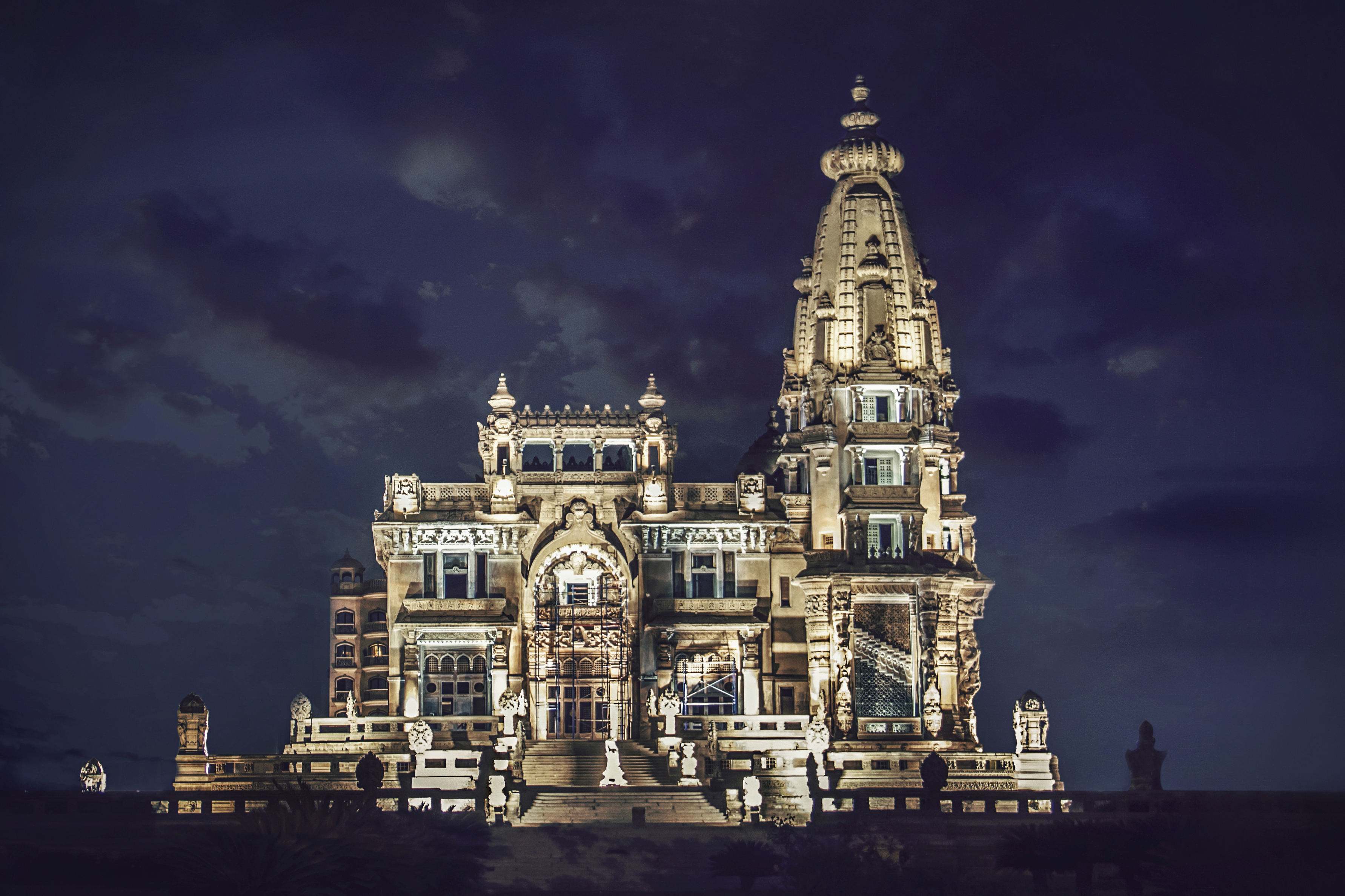
قصر البارون إمبان
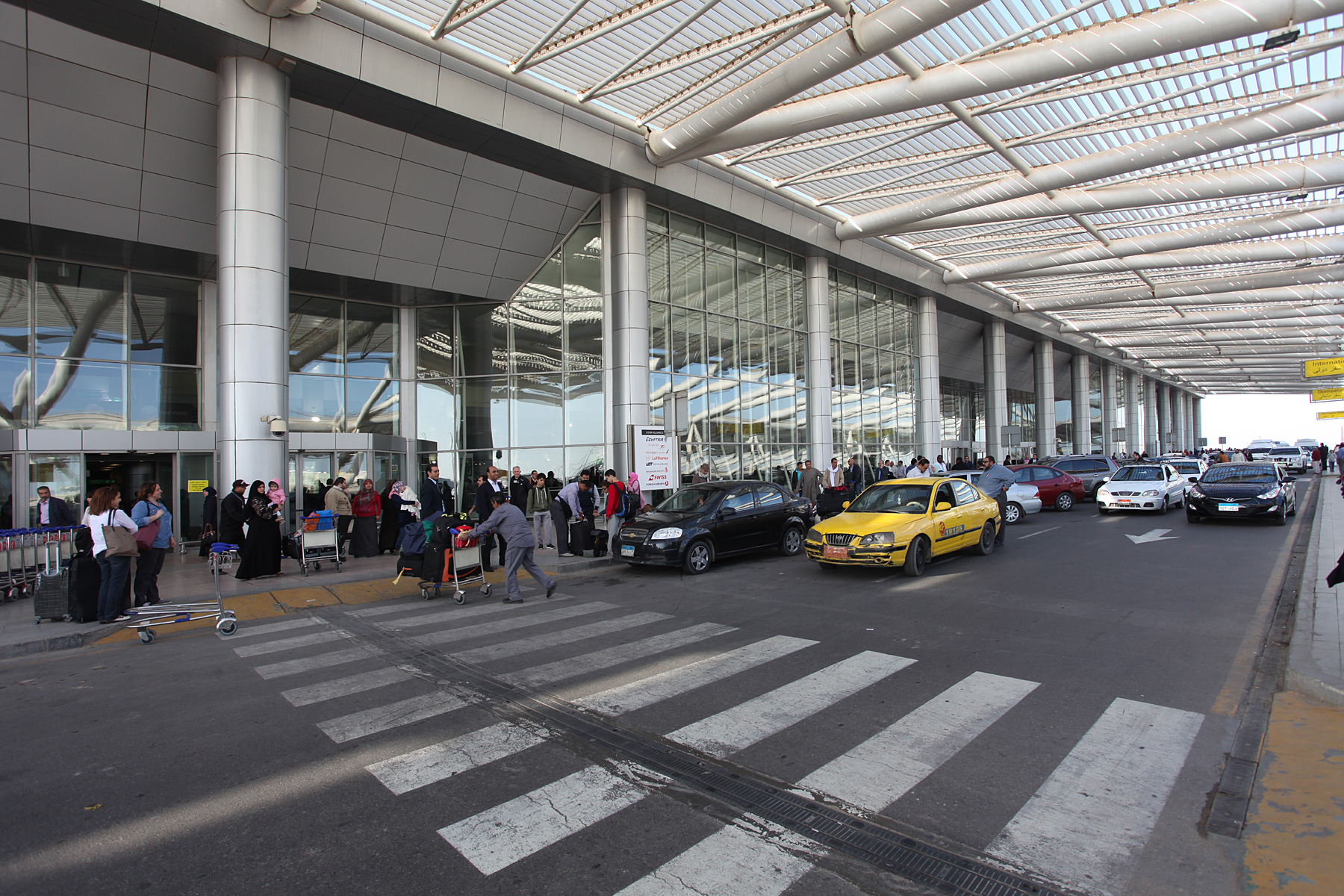
مطار القاهرة الدولي